# Mathematisches Papier

Einfaches mathematisches Papier: kariertes Papier

Das sogenannte mathematische Papier (auch Netzpapier oder Funktionspapier) ist mit einem speziellen Aufdruck von orthogonalen Linien versehen, die regelmäßige Vierecke beschreiben. Die bekannteste Form ist kariertes Papier, umgangssprachlich auch Karopapier genannt.
Es dient in der Mathematik der handschriftlichen mathematischen Notation mittels Symbolen in der mathematischen Schriftsprache und der Darstellung von Kurven und Punkten im Koordinatensystem. 
Zu den mathematischen Papieren zählen:
- Kariertes Papier (Karopapier)
- Millimeterpapier
- Logarithmenpapier
  - Einfachlogarithmisches Papier
  - Doppeltlogarithmisches Papier
- Polarkoordinatenpapier
- Dreiecknetzpapier (Isometriepapier)
- Wahrscheinlichkeitspapier
- Smith-Diagramm
- Hexpapier

## In der Nomographie
Mathematische Papiere mit Darstellungen von Funktionsgraphen und Punkten nach Koordinaten sind eine Untermenge der Nomogramme.
Die Nomographie beschäftigt sich mit der Herstellung solcher grafischer Auswerteverfahren von Funktionen.
Durch die Möglichkeit, grafische Darstellungen aus Tabellenkalkulationsprogrammen heraus zu erzeugen, nimmt die Bedeutung solcher mathematischer Zeichenhilfsmittel ab.

## In der Mathematikdidaktik
Um Schülern das Erlernen des Schreibens von mathematischen Symbolen in der mathematischen Schriftsprache zu erleichtern, gibt es verschiedene Lineaturen für Schulhefte mit kariertem Papier. Die Wissenschaft vom Lehren und Lernen der Mathematik hat dazu verschiedene Lineaturen vorgeschlagen, die normiert wurden (DIN 16552-1).
| Lineatur | Format         | Jahrgangsstufe (Klasse) | Kästchen-Breite in mm | Kästchen-Höhe in mm | Besonderheit |
| --- | -------------- | ----------------------- | --------------------- | ------------------- | --- |
| ZL | DIN A5         | 1                       | 10–5                  | 10–5                | Zahlenlernheft: die Zeilen mit Kästchen fangen oben sehr groß an und werden mit jeder Zeile nach unten hin kleiner, kariert, ohne Rand |
| R | DIN A5         | 1                       | 10                    | 10                  | kariert, a sehr großen Kästchen, ohne Rand                                                                                             |
| 47 | DIN A4         | 1–2                     | 7                     | 7                   | kariert, ohne Rand |
| 7 | DIN A5         | 1–2                     | 7                     | 7                   | kariert, ohne Rand |
| 5 | DIN A5         | 2–4                     | 5                     | 5                   | kariert, ohne Rand |
| 10 | DIN A5         | 2–4                     | 5                     | 5                   | kariert, mit Rand c |
| 8f | DIN A5, DIN A4 | 1–4                     | 5                     | 7                   | rautiert, b ohne Rand |
| 22 | DIN A4         | 5–13                    | 5                     | 5                   | kariert, ohne Rand |
| 26 | DIN A4         | 5–13                    | 5                     | 5                   | kariert, mit Rand |
| 26A | DIN A4         | 5–13                    | 5                     | 5                   | wie 26, kariert, mit extrabreitem Rand                                                                                                 |
| 28 | DIN A4, DIN A5 | 5–13                    | 5                     | 5                   | kariert, mit Doppelrand d |
| 38 | DIN A4         | 5–13                    | 5                     | 5                   | kariert, mit Doppelrand, vierfach perforiert und gelocht e                                                                             |
| 40 | DIN A4         | 5–13                    | 5                     | 5                   | kariert, mit Umrandung |
| GR | DIN A4         | 5–13                    | –                     | –                   | Geometrieheft: Punkteraster als Zeichenhilfe für zwei- und dreidimensionale geometrische Formen, ohne Kästchen, ohne Rand              |
| 23 | DIN A5, DIN A4 | 5–13                    | 5                     | 9                   | rautiert, ohne Rand |
| 29 | DIN A5, DIN A4 | 5–13                    | 5                     | 9                   | rautiert, mit Doppelrand |
| 39 | DIN A5, DIN A4 | 5–13                    | 5                     | 9                   | rautiert, mit Doppelrand, vierfach perforiert und gelocht                                                                              |
| Erläuterungen: a Lineaturen deren Kästchen Quadrate beschreiben werden “kariert” genannt· vgl. jedoch Karo. b Lineaturen deren Kästchen Rechtecke beschreiben werden “rautiert” genannt; vgl. jedoch Raute. c Rand bedeutet eine vertikale Linie links auf dem karierten oder rautierten Blatt. d Doppelrand bedeutet je eine vertikale Linie links und rechts auf dem karierten oder rautierten Blatt. e Die Blätter sind perforiert und gelocht, damit sie heraustrennbar sind und abgeheftet werden können. |                |                         |                       |                     | |